# Jack Eisner

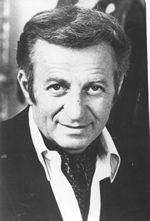
Jack Eisner

Jack Eisner, geborener Jacek Zlatka, (* 15. November 1925 in Warschau; † 24. August 2003 in New York City) war ein polnisch-amerikanischer Buchautor und Unternehmer. Er beteiligte sich am Aufstand im Warschauer Ghetto und überlebte die Konzentrationslager in Majdanek und  Flossenbürg.

## Leben
Als Sohn einer jüdischen Familie lernte Jack Geige spielen und erhielt ein Stipendium an Konservatorium für Musik in Warschau.
Nachdem er und seine Familie ab 1940 im Warschauer Ghetto leben mussten, schmuggelte er Lebensmittel und Waffen in dieses hinein. Im Jahre 1943 beteiligte Eisner sich am Aufstand im Ghetto und kam daraufhin in deutsche Gefangenschaft, zunächst ins Konzentrationslager in Majdanek und dann nach Flossenbürg. Von dort musste er sich Ende April 1945 auf einen Todesmarsch Richtung Konzentrationslager Dachau begeben, den viele Häftlinge nicht überlebten.
Befreit wurde Eisner am 23. April zwischen Stamsried und Cham von US-Truppen. In Cham gründete er zusammen mit Freunden und anderen Überlebenden die Band The Happy Boys. Dort lebte er bis zu seiner Emigration nach Amerika Ende 1949, wo er eine Import-Export-Firma aufbaute.
1993 gründete er auf dem jüdischen Friedhof in Warschau das Denkmal der Kinder, ein Monument zur Erinnerung an die 1,5 Millionen jüdischen Kinder, die im Holocaust ums Leben kamen.

## Schriften
- Die Happy Boys – Eine jüdische Band in Deutschland 1945 bis 1949. Aufbauverlag, Berlin 2004, ISBN 3-351-02571-8.
- The Survivor. William Morrow and Company, New York 1980, ISBN 0-688-03741-0.